# Chachapoyas (provincie)
| Chachapoyas                      | Chachapoyas                   |
| -------------------------------- | ----------------------------- |
| Vedere asupra provinciei din aer |                               |
| Harta provinciei                 |                               |
| Informații generale              |                               |
| Țară                             | Peru                          |
| Regiune                          | Amazonas                      |
| Fondare                          | 21 noiembrie 1832             |
| Primar                           | Diógenes Zavaleta (2011-2014) |
| - Capitală                       | Chachapoyas                   |
| - Suprafață totală               | 3312 km2                      |
| - Districte                      | 21                            |
| Populație                        |                               |
| An recensământ                   | 2005                          |
| - Totală                         | 49 573                        |
| - Densitate                      | 14,97/km2                     |
| Fus orar                         | UTC-5                         |
| UBIGEO                           | 0101                          |
| Modifică text                    |                               |

Chachapoyas este una dintre cele șapte provincii din regiunea Amazonas din Peru. Capitala este orașul Chachapoyas. Se învecinează cu provinciile Luya, Bongará și Rodríguez de Mendoza.

## Diviziune teritorială
Provincia este divizată în 21 de districte (spaniolă: distritos, singular: distrito):
- Chachapoyas
- Asunción
- Balsas
- Cheto
- Chiliquín
- Chuquibamba
- Granada
- Huancas
- La Jalca
- Leymebamba
- Levanto
- Magdalena
- Mariscal Castilla
- Molinopampa
- Montevideo
- Olleros
- Quinjalca
- San Francisco de Daguas
- San Isidro de Maino
- Soloco
- Sonche